# Nederlandse kampioenschappen schaatsen afstanden 2002 - 500 meter vrouwen
De 500 meter vrouwen op de Nederlandse kampioenschappen schaatsen afstanden 2002 werd november 2000 in ijsstadion Kardinge in Groningen over twee ritten verreden, waarbij de achttien deelneemsters ieder een keer in de binnenbaan en een keer in de buitenbaan startten.
Titelverdedigster was Andrea Nuyt die de titel pakte tijdens de NK afstanden 2001. Zij prolongeerde haar titel.

## Uitslag
| #      | Schaatsster         | 1e | pos     | 2e      | pos | Punten |
| ------ | ------------------- | -- | ------- | ------- | --- | ------ |
| Goud   | Andrea Nuyt         | 1  | 0.39,80 | 0.39,74 | 1   | 79,540 |
| Zilver | Marianne Timmer     | 2  | 0.39,88 | 0.40,14 | 2   | 80,020 |
| Brons  | Yvonne Leever       | 3  | 0.40,34 | 0.40,39 | 3   | 80,730 |
| 4      | Frouke Oonk         | 4  | 0.40,86 | 0.41,05 | 4   | 81,910 |
| 5      | Dianne Kootstra     | 5  | 0.41,09 | 0.41,26 | 5   | 82,350 |
| 6      | Renate Groenewold   | 6  | 0.41,18 | 0.41,20 | 6   | 82,380 |
| 7      | Christine Heins     | 8  | 0.41,42 | 0.41,39 | 7   | 82,810 |
| 8      | Annamarie Thomas    | 7  | 0.41,30 | 0.41,73 | 8   | 83,030 |
| 9      | Arina Schingenga    | 9  | 0.41,77 | 0.41,53 | 9   | 83,300 |
| 10     | Sandra 't Hart      | 10 | 0.41,87 | 0.41,74 | 10  | 83,610 |
| 11     | Mirjam de Joode     | 11 | 0.41,97 | 0.41,79 | 11  | 83,760 |
| 12     | Tijn Ponjee         | 12 | 0.42,42 | 0.42,50 | 12  | 84,920 |
| 13     | Marja van der Werf  | 13 | 0.42,57 | 0.42,48 | 13  | 85,050 |
| 14     | Willeke van Benthem | 14 | 0.42,75 | 0.42,78 | 14  | 85,530 |
| 15     | Marjolein Blaauboer | 18 | 0.43,06 | 0.42,78 | 15  | 85,840 |
| 16     | Kinge Pricker       | 15 | 0.42,78 | 0.43,18 | 16  | 85,960 |
| 17     | Maurine Kroon       | 17 | 0.43,05 | 0.43,05 | 17  | 86,100 |
| 18     | Rixt Meijer         | 16 | 0.43,03 | 0.43,42 | 18  | 86,450 |

Uitslag op
1987 · 
1988 · 
1989 · 
1990 · 
1991 · 
1992 · 
1993 · 
1994 · 
1995 · 
1996 · 
1997 · 
1998 · 
1999 · 
2000 · 
2001 · 
2002 · 
2003 · 
2004 · 
2005 · 
2006 · 
2007 · 
2008 · 
2009 · 
2010 · 
2011 · 
2012 · 
2013 · 
2014 · 
2015 · 
2016 · 
2017 · 
2018 · 
2019 · 
2020 · 
2021 · 
2022 · 
2023 · 
2024 · 
2025